# Атамекен (Жетисайський район)
Атамеке́н (каз. Атамекен) — село у складі Жетисайського району Туркестанської області Казахстану. Адміністративний центр Атамекенського сільського округу.
У радянські часи село було частиною села Отділення № 1 совхоза імені 40 ліття Узбецької ССР або Куйбишево.
Населення — 2401 особа (2021; 2611 у 2009, 2072 у 1999, 1671 у 1989).